# Fabiania
Fabiania est un bâtiment de la bibliothèque nationale de Finlande situé dans le quartier de Kluuvi à Helsinki en Finlande,,.

## Présentation
Fabiania est un bâtiment de Fabianinkatu, entre Yliopistonkatu et Kirkkokatu. Le bâtiment, achevé en partie au XIXème siècle, était à l'origine le département de pharmacie de l'Université d'Helsinki il et est aujourd'hui utilisé par la bibliothèque nationale de Finlande.

## Histoire
Le bâtiment a été construit en trois phases. 
Fabiania, du nom de son emplacement sur Fabianinkatu, a été construit dans la première phase en tant que département de chimie et d'anatomie de l'université. 
Le successeur de Carl Ludwig Engel, décédé en 1840, en tant qu'architecte de l'université fut Jean Wiik. 
Le premier bâtiment de deux étages conçu par Jean Wik, fut construit entre 1844 et 1846.
Il représentait un classicisme simplifié et symétrique et un immeuble de bureaux sans fioritures par rapport aux bâtiments universitaires de Carl Ludwig Engel. 
Dans les années 1888-1890, un bâtiment supplémentaire conçu par Gustaf Nyström pour le département d'anatomie, fut ajouté du côté de Kirkkokatu, et en 1895-1897, un bâtiment supplémentaire pour le laboratoire de physio-chimie et de pharmacie conçu par Gustaf Nyström  fut ajouté du côté d'Yliopistokatu (nommée alors Hallituskatu). 
Gustaf Nyström a accordé une attention particulière à l'unité du bâtiment et notamment à sa façade.
Le bâtiment a été l'un des premiers ouvrages conçus par Jean Wik en tant qu'architecte de l'université d'Helsinki, et il comptait de nombreuses erreurs lorsqu'il a été achevé en 1846. 
Par exemple, le toit gorgé d'eau s'est détérioré au fil des ans et elle n'a donc été mise en service qu'en automne 1847. Les erreurs furent largement attribuées au manque de supervision des travaux de construction par Jean Wik, et il fut démis de ses fonctions d'architecte de l'université. Le bâtiment n'était pas non plus convaincant dans ses plans, et surtout la composition de sa façade était même qualifiée de maladroite.
Le Département de Physiologie a emménagé dans son propre bâtiment en 1905 et le Département d'Anatomie dans son propre bâtiment en 1928. 
Il était prévu depuis longtemps que le bâtiment de la bibliothèque universitaire soit agrandi, mais finalement, dans les années 1940, la bibliothèque a déménagé ailleurs et les plans d'extension ont été abandonnés.
Pendant longtemps, le bâtiment n'a été utilisé que par le département de pharmacie, jusqu'à ce que celui-ci rejoigne le campus de Meilahti dans les années 1990. 
Il a alors été décidé de combiner les locaux de Fabiana avec ceux de la Bibliothèque nationale de Finlande, et la cérémonie d'inauguration de Fabiana en tant que partie de la Bibliothèque nationale a été organisée après les rénovations en 1998.
La réorganisation de la cour de la bibliothèque a été achevée en 2001. Du côté d'Unioninkatu, la clôture métallique d'origine et les anciennes plantations d'arbres ont été préservées. 
Un buste en bronze d'Alexandre Ier sur un piédestal, sculpté par Ivan Martos en 1814, qui se trouvait à l'origine dans la salle des fêtes de l'université de Turku, puis à Helsinki, a été érigé le long du mur sud de la bibliothèque dans les années 1950. 
Près du buste se trouve une pierre commémorative du célèbre collectionneur de livres Matti Pohto (fi), apportée de Viipuri en 1988.

## Galerie

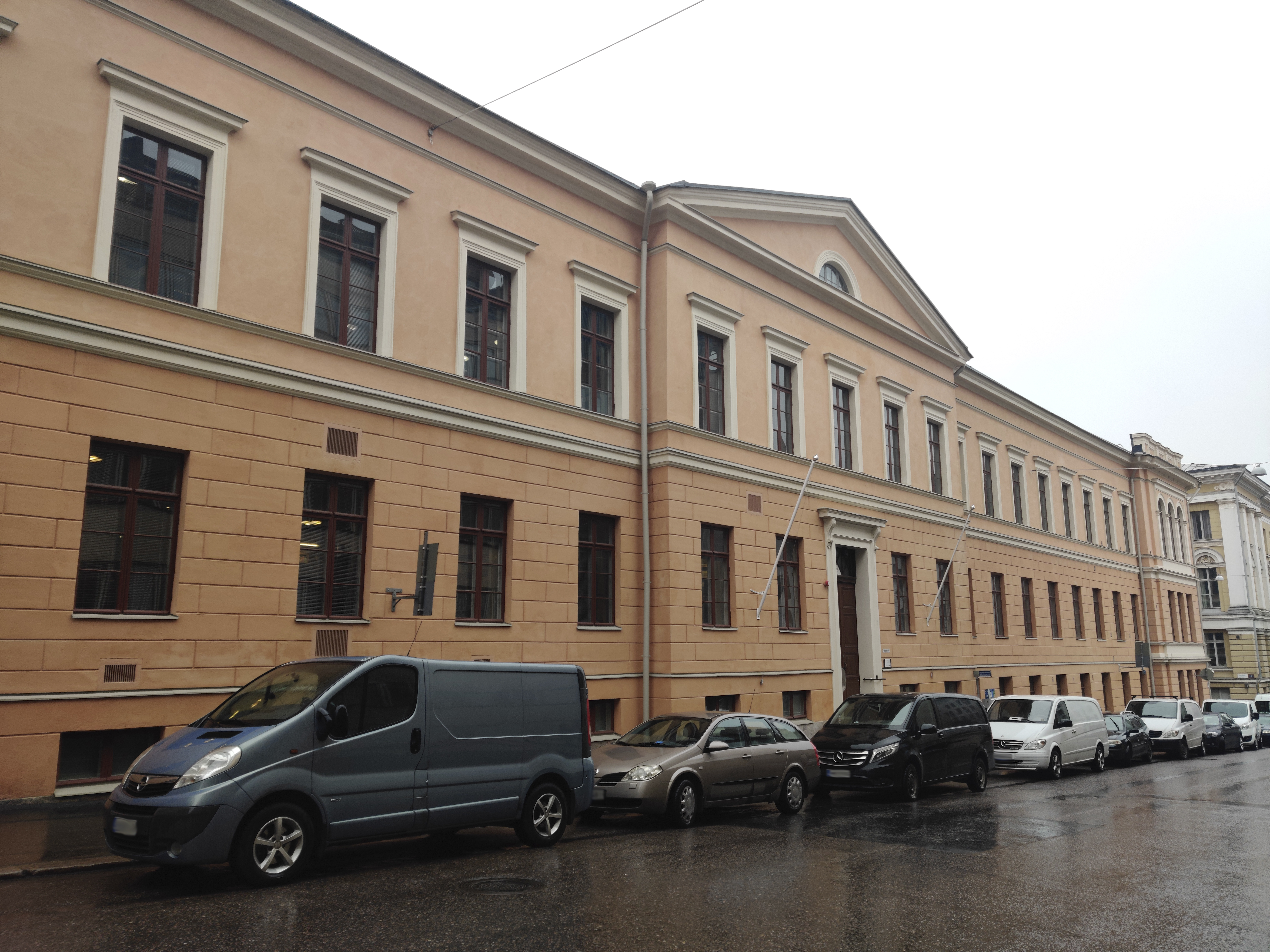

### Liens  externes
- Fabiana